# Алилуя
Алилуята (на иврит: הַלְלוּיָהּ, [hælɨˈluːjə]) е библейската, литургична акламация, означаваща „хвалете Йехова (Бог)“.
Това славословие е многократно употребено в Псалтира. Тя се появява в еврейската Библия в няколко псалми. Обикновено в началото или в края на псалма, или и на двете места.
Тъй като думата „алилуя“ не е преминала в българския език направо от иврит, а е възприето гръцкото езиковно посредничество, тя идва с византийското си произношение. Думата „алилуя“ преминава сравнително рано чрез старобългарските преводи на сакралните текстове.